# Solomon R. Guggenheim Foundation

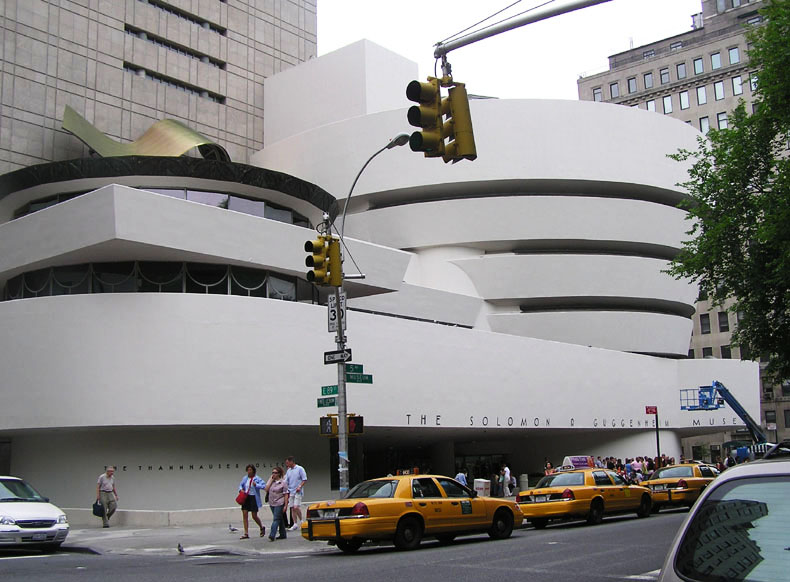
Guggenheimmuseet i New York.

Solomon R. Guggenheim Foundation är en amerikansk stiftelse.
Guggenheimstiftelsen bildades 1937 av industri- och finansmannen Solomon R. Guggenheim (1861–1949) och konstnären Hilla von Rebay (1890–1967).
Konstsamlaren Peggy Guggenheim, brorsdotter till Solomon R. Guggenheim, donerade i mitten av 1970-talet sina samlingar och sitt hus i Venedig till stiftelsen.
Stiftelsen har etablerat ett nätverk av museer runt om i världen och även instiftat Guggenheim International Award.
Stiftelsen driver Solomon R. Guggenheim Museum i New York, Guggenheimmuseet i Bilbao och Peggy Guggenheim Collection i Venedig. 1992–2001 fanns Guggenheim Museum SoHo i New York, 1997–2013 konsthallen Deutsche Guggenheim i Berlin och 2001–2008 konsthallen  Guggenheim Hermitage Museum i Las Vegas.
På ön Saadiyat i Abu Dhabi i Förenade Arabemiraten pågår uppförandet av den hittills största Guggenheimkonsthallen med en yta på 30 000 kvadratmeter, vilket planeras att invigas 2017.[uppföljning saknas] Arkitekt är Frank Gehry, som också ritat Guggenheimmuseet i Bilbao.
En diskussion pågick från 2011 om ett Guggenheimmuseum i Helsingfors, men projektet avbröts i slutet av 2016.